# Twierdzenie Cochrana
Twierdzenie Cochrana – twierdzenie matematyczne wykorzystywane w analizie wariancji. Jest ono twierdzeniem odwrotnym do twierdzenia Fishera.

## Założenia
Załóżmy, że {\displaystyle U_{1},U_{2},\dots ,U_{n}} są niezależnymi zmiennymi losowymi o rozkładach normalnych. Rozważmy równość
{\displaystyle \sum _{i=1}^{n}~U_{i}^{2}=Q_{1}+\dots +Q_{k},}
gdzie {\displaystyle Q_{i}} są sumami kwadratów kombinacji liniowych zmiennych {\displaystyle U_{i},} takimi że
{\displaystyle r_{i}+\dots +r_{k}=n,}
gdzie {\displaystyle r_{i}} są rzędami {\displaystyle Q_{i}.}

## Teza
Zmienne {\displaystyle Q_{i}} są zmiennymi niezależnymi i mają rozkład χ² z {\displaystyle r_{i}} stopniami swobody.

## Przykład
Jeśli {\displaystyle X_{1},\dots ,X_{n}} są niezależnymi zmiennymi losowymi o rozkładzie normalnym ze średnią {\displaystyle \mu } i odchyleniem standardowym {\displaystyle \sigma ,} wtedy
{\displaystyle U_{i}={\frac {X_{i}-\mu }{\sigma }}}
ma standardowy rozkład normalny dla każdego {\displaystyle i.}
Możemy zapisać:
{\displaystyle \sum _{i=1}^{n}~(X_{i}-\mu )^{2}=\sum _{i=1}^{n}~(X_{i}+{\overline {X}}-{\overline {X}}-\mu )^{2}=}
{\displaystyle =\sum _{i=1}^{n}~(X_{i}-{\overline {X}})^{2}+\sum _{i=1}^{n}~({\overline {X}}-\mu )^{2}+2\sum _{i=1}^{n}~(X_{i}-{\overline {X}})({\overline {X}}-\mu ).}
Trzeci składnik wynosi zero, ponieważ jest równy iloczynowi stałej przez
{\displaystyle \sum _{i=1}^{n}~(X_{i}-{\overline {X}}),}
natomiast drugi składnik jest sumą {\displaystyle n} identycznych stałych.
Uwzględniając powyższe i dzieląc strony równości przez {\displaystyle \sigma ^{2},} otrzymujemy:
{\displaystyle \sum _{i=1}^{n}~\left({\frac {X_{i}-\mu }{\sigma }}\right)^{2}=\sum _{i=1}^{n}~\left({\frac {X_{i}-{\overline {X}}}{\sigma }}\right)^{2}+n\left({\frac {{\overline {X}}-\mu }{\sigma }}\right)^{2}=Q_{1}+Q_{2}.}
Ranga {\displaystyle Q_{2}} wynosi {\displaystyle 1} (jest to kwadrat tylko jednej kombinacji liniowej zmiennych losowych o standardowym rozkładzie normalnym). Ranga {\displaystyle Q_{1}} być z kolei obliczona jako {\displaystyle n-1.}
Spełnione są założenia twierdzenia Cochrana. Twierdzenie Cochrana mówi, że {\displaystyle Q_{1}} i {\displaystyle Q_{2}} są niezależnymi zmiennymi losowymi i mają rozkład {\displaystyle \chi ^{2}} ze stopniami swobody odpowiednio {\displaystyle n-1} i {\displaystyle 1.}
To pokazuje, że średnia z próby i wariancja z próby są niezależnymi zmiennymi losowymi, a także:
{\displaystyle ({\overline {X}}-\mu )^{2}\sim {\frac {\sigma ^{2}}{n}}\chi _{1}^{2}.}
Jako estymatora wariancji {\displaystyle \sigma ^{2}} używa się często:
{\displaystyle {\hat {\sigma ^{2}}}={\frac {1}{n}}\sum ~\left(X_{i}-{\overline {X}}\right)^{2}.}
Twierdzenie Cochrana pokazuje, że:
{\displaystyle {\hat {\sigma ^{2}}}\sim {\frac {\sigma ^{2}}{n}}\chi _{n-1}^{2},}
z czego wynika, że wartością oczekiwaną {\displaystyle {\hat {\sigma ^{2}}}} jest {\displaystyle {\frac {\sigma ^{2}n}{n-1}}.}